# Thompson Oliha
Thompson Oliha (Benin City, 4 oktober 1968 - Ilorin, 30 juni 2013) is een voormalig Nigeriaans voetballer.
Oliha speelde voor Bendel Insurance (Nigeria), Iwuanyanwu (Nigeria), Africa Sports (Ivoorkust), Maccabi Ironi Asjdod (Israël) en Antalyaspor (Turkije). Hij stond bekend om zijn krachtige schoten en zijn kopkracht. Op zijn 27e werd hij gedwongen te stoppen vanwege een hardnekkige knieblessure.
Oliha speelde 31 keer voor Nigeria waarin hij 2 maal scoorde. Hij maakte zijn debuut in 1990 in een wedstrijd tegen Senegal en speelde zijn laatste wedstrijd op het WK 1994 tegen Italië. Hij kwam tevens uit voor Nigeria op het WK onder 21 in 1987.
Oliha stierf op 30 juni 2013 aan malaria.